# Битва при Арройо дос Молинос
Битва при Арройо дос Молинос произошла 28 октября 1811 года во время Пиренейской войны. Союзные войска под командованием генерала Роланда Хилла окружили и разбили французские войска под командованием генерала Жан-Батиста Жирара, что привело к его отставке императором Наполеоном. Целая французская пехотная дивизия и кавалерийская бригада были уничтожены как боевые единицы.

## Предыстория
В середине октября 1811 года французская дивизия под командованием Жан-Батиста Жирара перешла реку Гвадиана в Мериде и начала поход в северную Эстремадуру. Генерал-майор Роланд Хилл проконсультировался с генералом Веллингтоном и получил разрешение преследовать Жирара со своей Второй дивизией. Узнав, что французы остановились в деревне Арройо дос Молинос (теперь город Арройомолинос), недалеко от Алькуэскара, Хилл в течение трёх дней шёл усиленным маршем в плохую погоду, чтобы догнать французов.
К вечеру 27 октября войска Хилла достигли точки в шести километрах от французов в Арройо дос Молинос и окружили территорию вокруг противника. 71-му пехотному полку было приказано занять деревню Алькуэскар в пяти километрах от Арройо. Ночью шёл сильный шторм с градом, и на следующее утро погода всё ещё была настолько плохой, что дозорные во французских пикетах стояли спиной к ветру, чтобы хоть как-то защититься от ветра и дождя — и именно с этого направления Хилл атаковал на рассвете 28-го.

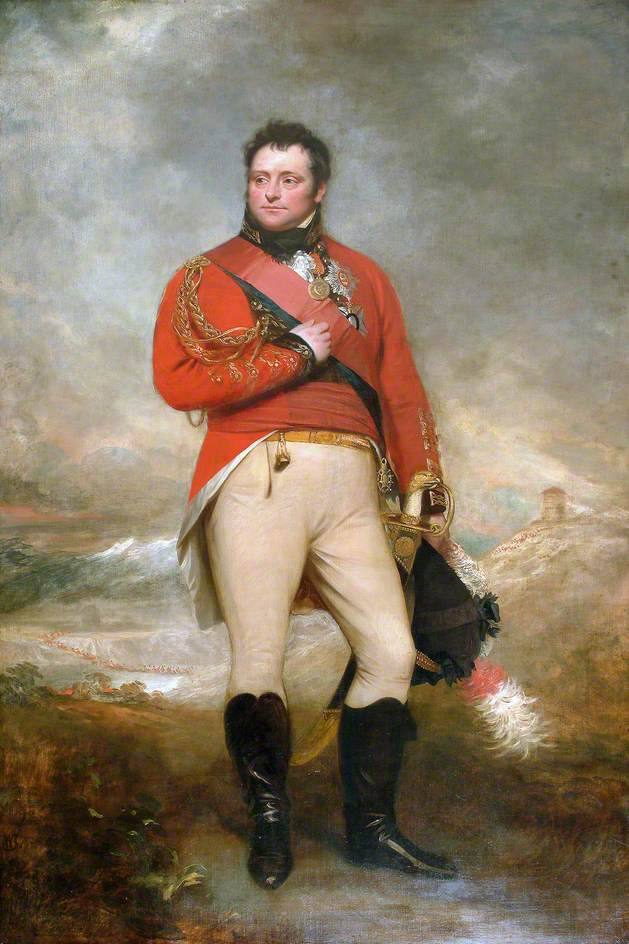
Роланд Хилл

Французские 34-й и 40-й полки понесли чрезвычайно тяжёлые потери во время битвы, хотя, к облегчению маршала Сульта, орлы обоих полков не были захвачены англичанами. Он писал Наполеону: «L’honneur des armes est sauvé; les Aigles ne sont pas tombés au pouvoir de l’ennemi [Честь армии спасена; орлы не попали в руки врага]».
Кавалерия Лонга атаковала и разбила французскую кавалерию; особо отличился 2-й полк гусар КГЛ. Были захвачены более 200 пленных и три артиллерийских орудия.
5 ноября ликующий Хилл (который за Арройо дос Молинос был произведён в Рыцари Бани) написал своей сестре:
Спешу сообщить вам, что утром 28-го на рассвете мне удалось застать врасплох, атаковать и уничтожить французский корпус под командованием генерала Жирара в Арройо дос Молинос. Силы противника, подвергшиеся нападению, состояли примерно из 3000 пехотинцев, 1600 кавалеристов и артиллерии. В результате сражения былы взят в плен один генерал (Брон), один полковник (принц Д'Аренберг, командующий 27-м егерским полком), 35 штаб- и обер-офицеров, 1400 нижних чинов; кроме того, противник потерял около 500 человек убитыми. Остальные разбежались, бросив оружие; мы также получили всю артиллерию противника, обоз и боеприпасы — словом, всё, что принадлежало корпусу.
Французские орлы, возможно, и «не попали в руки врага», однако 34-й (камберлендский) полк захватил шесть малых барабанов 34-го пехотного полка французов, а также тамбурмажорский жезл, который захватил сержант Мозес Симпсон из гренадерской роты. Кроме того, был захвачен барабан французской гренадерской роты, корпус которого был украшен тремя эмблемами «языков пламени». В настоящее время барабаны и жезл выставлены в музее пограничного полка в Карлайлском замке.

## Боевой порядок

### Британцы
- Вторая дивизия
  - Первая бригада (Говард)
    - 9-й Королевский Норфолкский пехотный полк[6]
    - 24-й (Уорикшир) пехотный полк
    - 50-й Королевский пехотный полк
    - Одна рота 5-го батальона 60-го (Королевского Американского) пехотного полка
    - 71-й (горцы) пехотный Полк[2].
    - 92-й (гордонские хайлендеры) пехотный полк

  - Третья бригада (Уилсон)
    - 28-й (Северный Глостершир) пехотный полк
    - 2-й батальон 34-го (Камберленд) пехотного полка
    - 2-й батальон 39-го (Дорсетшир) пехотного полка
    - Одна рота 5-го батальона 60-го (Королевского Американского) пехотного полка
- Кавалерия: 'Бригада D' (Лонг)
  - эскадрон 9-х лёгких драгун
  - эскадрон 13-х лёгких драгун
  - эскадрон 2-х гусар Королевского Германского легиона

### Французы
- Дивизия Жирара (4000)[7]
  - Бригада Домбровского
    - 34-й пехотный полк (3 батальона)
    - 40-й пехотный полк (3 батальона)

  - Бригада Брона
    - 27-е конные стрелки (лёгкая кавалерия)
    - 10-е гусары
    - 20-е драгуны

Артиллерия: одна 8-фунтовая пушка, одна 4-фунтовая, одна лёгкая гаубица.